# 잠실주공아파트
잠실주공아파트는 대한민국 서울특별시 송파구 잠실동에 위치하며 총 1단지에서 5단지까지 구성되어 있다. 잠실에 위치한 대규모 초고층 주상복합 아파트 단지이며 대부분 20세기에 지어졌다. 이후 잠실 엘스, 잠실 리센츠, 잠실 트리지움, 잠실 레이크팰리스의 재건축이 완료되면서 잠실 주공5단지 아파트도 재건축할 예정이다.
1975년에 착공하여 1976년에 완공하였다. 2004년에는 잠실의 주공 1, 2, 3, 4단지의 5층 아파트를 철거하고 20, 30층짜리 아파트를 건립하였다. 2006년 12월에는 4단지가, 2007년 8월에는 3단지가, 2008년 7월에는 2단지가, 2008년 9월에는 1단지가 입주를 시작했다. 과거 1단지와 4단지는 역사속으로 사라졌다. 중층 중산층단지인 5단지는 2018년 이후에 50층 초고층으로 개발 예정이다. 만약 5단지 재건축을 하면 5단지는 역사속으로 사라질 예정이다.

## 구성

### 잠실주공1단지
현재 잠실 엘스로 재건축 되었다.

### 잠실주공2단지
현재 잠실 리센츠로 재건축 되었다.

### 잠실주공3단지
현재 잠실 트리지움으로 재건축 되었다.

### 잠실주공4단지
현재 잠실 레이크팰리스로 재건축 되었다.

### 잠실주공5단지
잠실 주공5단지는 대한민국 서울특별시 송파구 송파대로 567 (잠실동 27)에 위치하고 있다. 1978년에 입주가 시작되었다. 재건축이 될 예정이다. 총 3930세대, 총 30개동, 총 15층으로 구성된다.
총 6개동의 아파트인 50층 3개동, 45층 1개동, 40층 1개동, 35층 1개동으로 구성되고 총 1개동인 호텔&오피스 40층으로 구성되어 재건축할 예정이다.
아파트 층수를 두고 서울특별시와 갈등이 있었다. 서울시는 도시계획인 '2030 서울플랜'에 근거해 주거지역(3종 일반)에 아파트를 건립할 때 35층 이하로만 짓도록 제한했다. 반면 조합 측은 '광역 중심 기능을 하는 준주거지역의 주상복합은 50층 이상 지을 수 있다'는 점을 이용, 잠실역 주변 부지를 준주거지역으로 종상향해 50층짜리 건물을 짓겠다고 주장했다. 이에 대해 서울시는 공공성 확보를 위해 단지 안에 회의·관광·전시·이벤트 지원 기능 등을 강화할 것을 요구했고, 조합이 서울시 권고안을 대부분 받아들이면서 승인 절차를 사실상 통과하게 됐다.

#### 디자인
2019년 이전에 잠실주공5단지 재건축 아파트의 디자인이 공개되었다. 2018년 설계공모작 논란이 있었다. 잠실5단지 50층 추진은 계속되고 새로운 디자인이 공개되었다.

#### 논란
잠실5단지는 초고층 성냥갑이고 설계공모작 논란이 있다. 잠실주공5단지 국제설계공모안 당선작 조감도가 공개되어 논란이 있다.

#### 갤러리

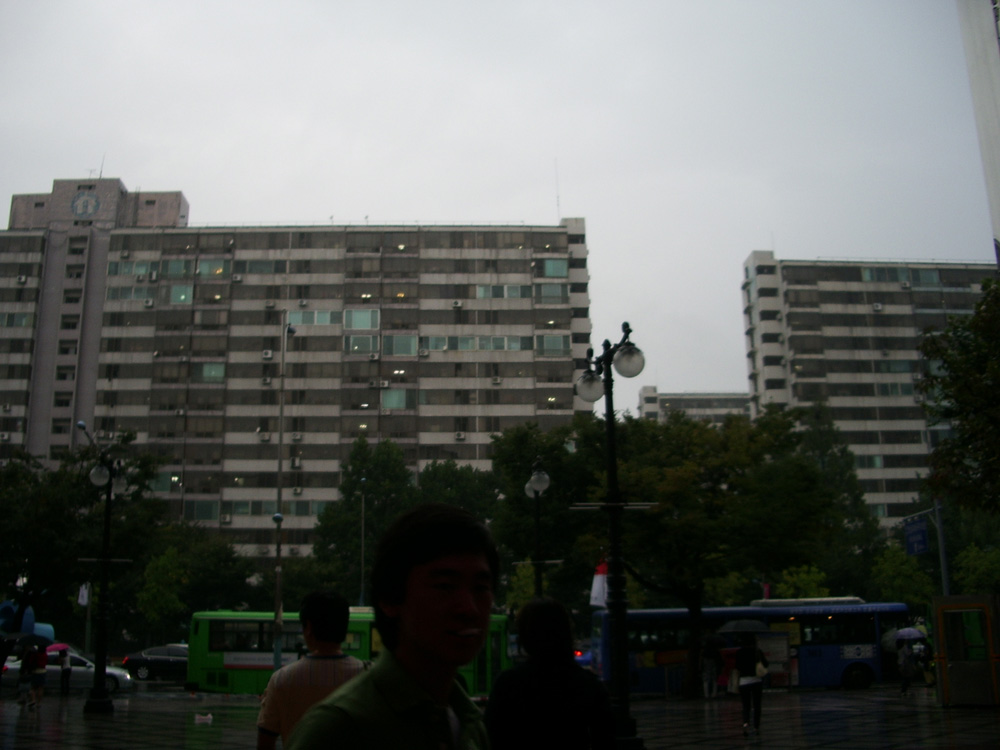
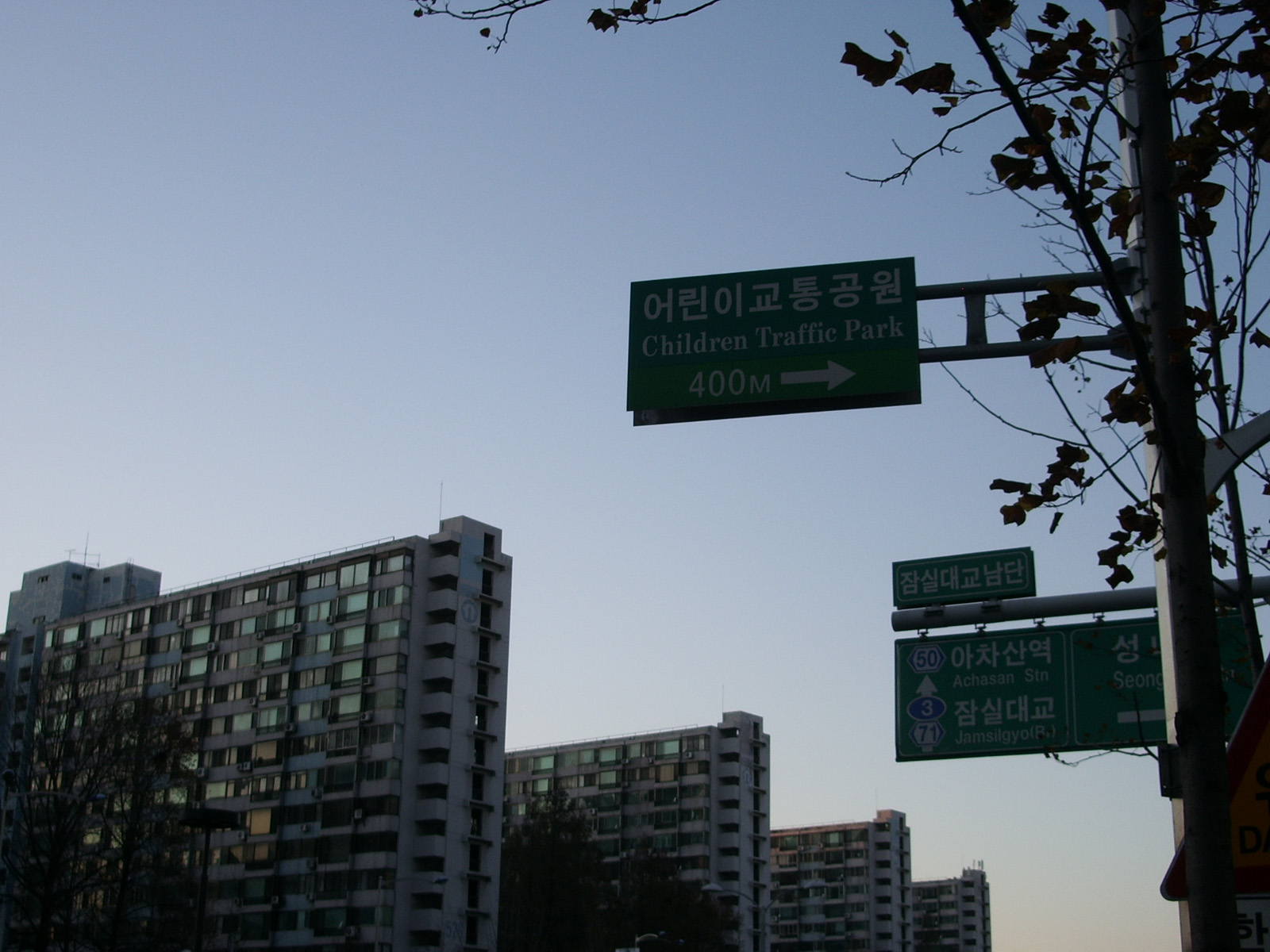
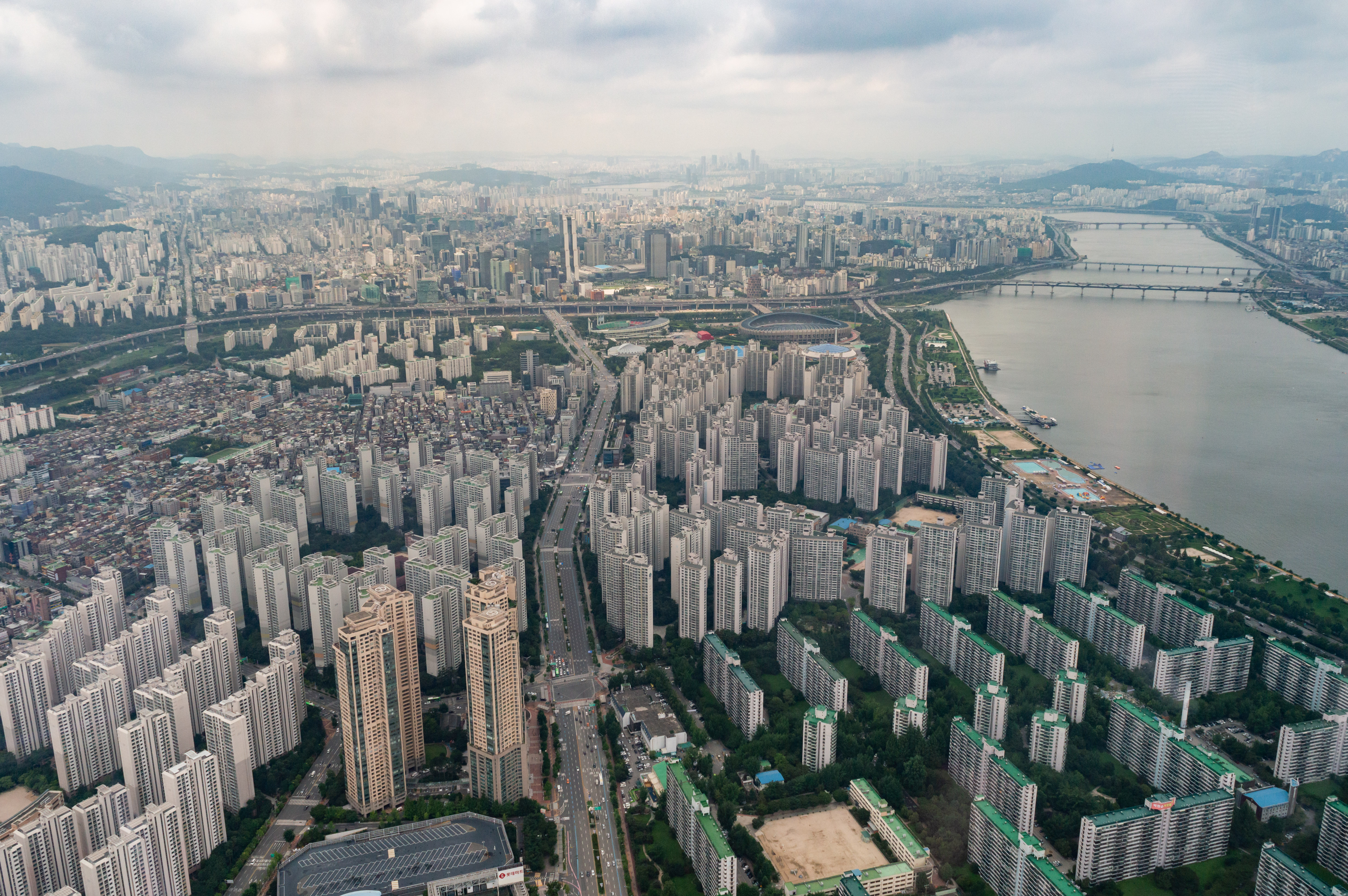

## 주변 시설
- ● 서울 지하철 2호선 : 종합운동장역, 잠실새내역, 잠실역
- ● 수도권 전철 8호선 : 잠실역
- ● 서울 지하철 9호선 : 종합운동장역, 삼전역, 석촌고분역
- 롯데월드, 제2롯데월드
- 석촌호수
- 잠실한강공원
- 잠실종합운동장
- 강동송파교육지원청
- 서울송전초등학교

## 같이 보기
- 대한민국 아파트의 역사